# Suecia en los Juegos Olímpicos de Melbourne 1956
Suecia estuvo representada en los Juegos Olímpicos de Melbourne 1956 por un total de 97 deportistas que compitieron en 15 deportes.  
El portador de la bandera en la ceremonia de apertura fue el esgrimista Per Carleson.

## Medallistas
El equipo olímpico sueco obtuvo las siguientes medallas:
| Nombre                                                                                  | Deporte            | Competición                     |
| --------------------------------------------------------------------------------------- | ------------------ | ------------------------------- |
| Oro                                                                                     |                    |                                 |
| Petrus Kastenman (Iluster)                                                              | Hípica             | Concurso completo ind.          |
| Henri Saint Cyr (Juli)                                                                  | Hípica             | Doma por eqs.                   |
| Henri Saint Cyr (Juli) Gehnäll Persson (Knaust) Gustaf Adolf Boltenstern (Krest)        | Hípica             | Doma por eqs.                   |
| Lars Hall                                                                               | Pentatlón moderno  | Individual M                    |
| Gert Fredriksson                                                                        | Piragüismo         | K1 1000 m M                     |
| Gert Fredriksson                                                                        | Piragüismo         | K1 10 000 m M                   |
| Hjalmar Karlsson Sture Stork Lars Thörn                                                 | Vela               | 5.5 Metre M                     |
| Leif Wikström Folke Bohlin Bengt Palmquist                                              | Vela               | Dragon M                        |
| Plata                                                                                   |                    |                                 |
| William Thoresson                                                                       | Gimnasia artística | Suelo M                         |
| Karin Lindberg Ann-Sofi Pettersson Eva Rönström Evy Berggren Doris Hedberg Maude Karlén | Gimnasia artística | Equipos (aparatos portables) F  |
| Edvin Vesterby                                                                          | Lucha grecorromana | 57 kg M                         |
| Olle Larsson Gösta Eriksson Ivar Aronsson Evert Gunnarsson Bertil Göransson (t)         | Remo               | Cuatro con timonel (M4+) M      |
| Olof Sköldberg                                                                          | Tiro               | Blanco móvil mixto 50 m M       |
| Bronce                                                                                  |                    |                                 |
| John Ljunggren                                                                          | Atletismo          | 50 km marcha M                  |
| Ann-Sofi Pettersson                                                                     | Gimnasia artística | Salto de potro F                |
| Per Berlin                                                                              | Lucha grecorromana | 73 kg M                         |
| Rune Jansson                                                                            | Lucha grecorromana | 79 kg M                         |
| Karl-Erik Nilsson                                                                       | Lucha grecorromana | 87 kg M                         |
| John Sundberg                                                                           | Tiro               | Rifle en tres posiciones 50 m M |